# S. Corinna Bille
Pour les articles homonymes, voir Bille.
S. Corinna Bille, née le 29 août 1912 à Lausanne et morte le 24 octobre 1979 à Sierre, est une écrivaine suisse. De son vrai nom Stéphanie, elle adopte le nom Corinna en hommage à Corin, village natal de sa mère. Elle est la sœur de René-Pierre Bille, photographe et cinéaste animalier.

## Biographie
Fille d'Edmond Bille et de Catherine Tapparel (1891 - 1974), Corinna passe la majeure partie de son enfance en Valais, région qui va fortement influencer son œuvre. Grâce à son père, la peinture et le langage pictural lui sont familiers dès son enfance : toute son œuvre écrite en manifestera l’influence. Elle accomplit ses études dans un pensionnat de Dominicaines à Lucerne (1926 à 1927) puis en 1930, elle obtient son diplôme de commerce à Sierre. Elle poursuit des études à l’Institut supérieur des jeunes filles de Zurich ainsi qu'à l'École polytechnique fédérale de Zurich (1930-1931).
À vingt ans, elle est script-girl du film Rapt du réalisateur Dimitri Kirsanoff tiré du livre de Ramuz La séparation des races.
Elle épouse - un mariage blanc - en 1934 un acteur de la troupe de Dullin, Vital Geymond, vit à Paris (1934-1936) et voyage en Espagne et en Italie . De retour en Valais, elle rencontre Maurice Chappaz en 1942. Le couple s'installe en 1943 dans le Haut-Valais près de Rarogne et se marie en 1947. De ce mariage naissent trois enfants, Blaise, Achille et Marie-Noëlle. Ils emménagent à Veyras en 1957.
Après un séjour à Paris, Corinna publie son premier recueil de poèmes (Printemps, 1939) et son premier roman (Théoda, 1944), qui seront suivis par Le Sabot de Vénus (1952) et par plusieurs recueils de nouvelles. Mais c'est avec La demoiselle sauvage (1974, bourse Goncourt de la nouvelle 1975) que son talent est reconnu à l'étranger.
À partir de 1970, elle entreprend plusieurs voyages, notamment au Liban et en Côte d'Ivoire. Elle effectue un voyage officiel en URSS en 1974, pays où elle retournera à deux reprises en 1979, juste avant son décès des suites d'un cancer, le 24 octobre de la même année.

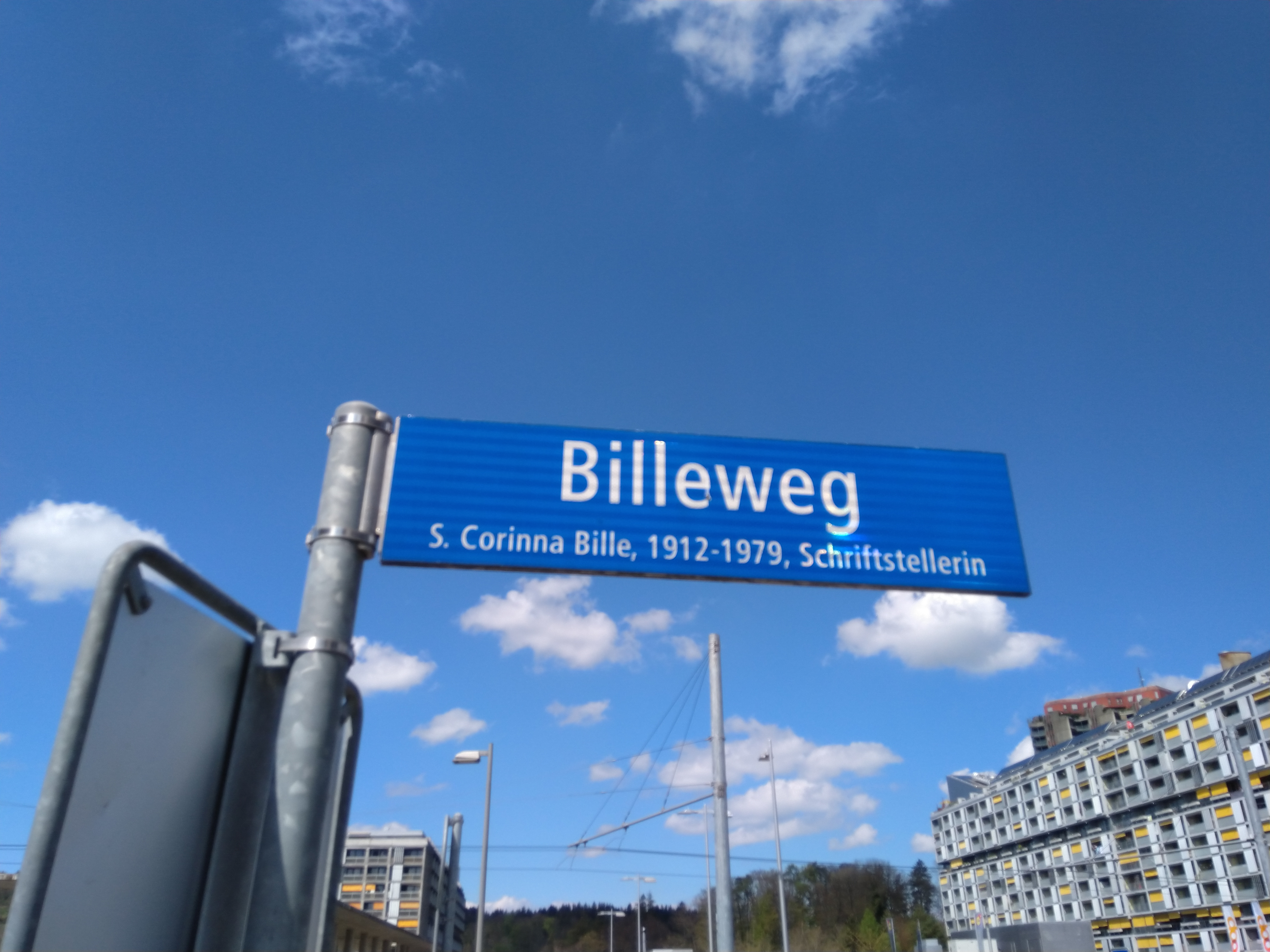
Plaque de rue à son nom à Berne.

Gilberte Favre lui a consacré une biographie en 1981 aux Éditions 24 Heures. Elle a été rééditée en 1999 aux Éditions Z et en 2012 aux Éditions de L'Aire (collection L'Aire bleue).
Plusieurs des livres de Corinna Bille ont été traduits en allemand, italien, anglais et russe.
Le fonds d'archives de l'écrivaine se trouve aux Archives littéraires suisses à Berne.

## Citation
À la question « Pourquoi écrivez-vous ? » Corinna Bille répond : « On ne peut pas supporter le bonheur, on ne peut pas supporter la souffrance. L'écriture c'est un remède à l'insupportable. Mon travail seul me donne l'équilibre, la cohérence nécessaire, que ni le social, ni le religieux, ni l'aventure, ni même la maternité ne peuvent m'assurer. »

## Œuvres
- Théoda, roman. Porrentruy, Portes de France, 1944. Réédition en aux Éditions Plaisir de Lire et Éditions Empreintes.
- Douleurs paysannes, nouvelles, Lausanne, Guilde du livre, coll. La Petite ourse, 1953 et Éditions Plaisir de Lire, 2008.
- Le Sabot de Vénus, roman, Lausanne, Rencontre, 1952 et Éditions Plaisir de Lire, 2008. Prix Bock-Eisenwein.
- Emerentia 1713, postf. de Maryke de Courten, Éditions Zoé, 1994
- Chants d'amour et d'absence, préf. de Maurice Chappaz, Éditions Empreintes, 1996
- À pied du Rhône à La Maggia, Genève, La Joie de Lire, 1999.
- Abîme des fleurs, trésor des pierres, Briançon, Passage, 1985.
- Biographie de Gilberte Favre, Le vrai conte de sa vie, Lausanne, Éditions Z (176 pages illustrées) ; réédition à L'Aire (collection L'Aire bleue), 2012.
- Cent petites histoires cruelles suivi de Trente-six petites histoires curieuses. Albeuve, Castella et Éditions Plaisir de Lire, 1985.
- Cent petites histoires cruelles, Lausanne, Bertil Galland, 1973.
- Cent petites histoires d'amour, Lausanne ; Paris, Bertil Galland ; Gallimard, 1978.
- Chant d'amour et de mort, poèmes. St-Pierre-de-Clages : Octogone, 1979. Lithographies d'Yvonne Duruz.
- Chant pascal des Cent Vallées suivie de Dix poèmes d'amour. Saint-Maurice, Éditions Saint-Augustin, 1997.
- Chants d'amour et d'absence, Lausanne, Éditions Empreintes, 1996.
- Correspondance, 1923-1958, avec Edmond Bille et Catherine Bille. Cossonay, Éditions Plaisir de Lire, 1995.
- Deux maisons perdues, Neuchâtel, La Baconnière, 1989.
- Deux passions, récits, Lausanne; Paris, Bertil Galland; Gallimard, 1979.
- Entre hiver et printemps, nouvelles, Lausanne: Payot, 1967.
- Florilège alpestre, Lausanne, Payot, coll. Orbis Pictus, 1953. Dessins de Pia Bosshard.
- Forêts obscures, roman, Lausanne, 24 heures, 1989.
- Jour de foehn, Genève, Collection Écriture, La Joie de Lire, 1995.
- Jours de foehn, Lausanne, Éditions de l'Aire, 1981.
- Juliette éternelle, nouvelles, Lausanne : La Guilde du livre et Éditions Plaisir de Lire, 1971. Préface de Pierre Jean Jouve, illustrations de René Auberjonois.
- La Demoiselle sauvage, nouvelles, Lausanne, Bertil Galland, 1974. Paris: Gallimard, 1975. Prix Goncourt de la nouvelle, 1975
- La Fraise noire, nouvelles, Lausanne : La Guilde du livre, 1968.
- La guirlande de Noël, Genève, Éditions La Joie de lire, 1995.
- La Maison musique, contes pour enfants, Lausanne, Ex-Libris, 1977.
- La Montagne déserte, poèmes, Genève, Eliane Vernay, 1978.
- La Rus, Russie, poèmes et petites histoires, Lausanne, Éditions Empreintes, 1995.
- Le Bal double, nouvelles, Vevey; Paris: Bertil Galland; Gallimard, 1980.
- Le fleuve un jour, Genève, Slatkine, coll. Traces, 1997.
- Le Grand tourment, nouvelles, Lausanne, Éd. des Terreaux, 1951. Illustration d'Edmond Bille
- Le Mystère du monstre, récit, Lausanne : Éd. du Verdonnet, 1966. Lithographies de Robert Hainard, Lausanne : Cahiers de la Renaissance vaudoise, 1968
- Le Mystère du Monstre, réédition avec de nouvelles illustrations par Fanny Dreyer, Joie de lire, 2012[7],[8]. Prix Arolla 2013 de la Rencontre internationale du livre de montagne d'Arolla[9].
- Le Pantin noir, Lausanne, L'Aire, 1981.
- Le Partage de minuit, avec Maurice Chappaz, Lyon, Les Éditions Fédérop, 1984.
- Le Pays Secret, poèmes et comptines, Sierre : Schoechli, 1961. Aquarelles d'Edmond Bille.
- Le Salon ovale, nouvelles et contes fantastiques, Lausanne, Bertil Galland, 1976. Réédition en 2006 aux Éditions Plaisir de Lire, Lausanne.
- Le Sourire de l'araignée, contes, Lausanne : L'Aire, 1979.
- L'enfant aveugle, contes et nouvelles, Lausanne, Aux Miroirs partagés, 1955.
- Les étranges noces et autres inédits, Lausanne, Éditions l'Âge d'homme, coll. Poche Suisse, 1996.
- Les Invités de Moscou, Lausanne, Bertil Galland, 1977.
- L'Inconnue du Haut-Rhône, théâtre, Lausanne: Rencontre, 1963.
- L'ours rose, Zurich, Œuvre suisse des lectures pour la jeunesse, 1990.
- Œil-de-mer, roman, Lausanne, 24 heures, 1989.
- Printemps, poèmes. La Chaux-de-Fonds, Nouveaux Cahiers, 1939.
- Soleil de la nuit suivi de Un Goût de rocher, poèmes, Genève, E. Vernay, 1980.
- Soleil de nuit, poèmes, Genève, Eliane Vernay, 1979.
- Vignes pour un miroir, Lausanne, Éditions Gonin, 1985.
- Correspondance 1923-1958, Cossonay, Éditions Plaisir de Lire, 1995
- Le Vrai conte de ma vie, écrits autobiographiques, Lausanne, Empreintes, 1992.
- Un goût de rocher : le lys a blanchi sous les pins noirs, poèmes, Lausanne, Éditions Empreintes, 1997.
- ACEL (Patrick Amstutz dir.), Cippe à Corinna Bille: Un recueil d'hommages, Bienne-Gollion/Paris, ACEL-Infolio éditions, coll. « Le cippe », 2012 (Présentation en ligne). Avec les contributions, entre autres, d'Edmond Bille, Nicolas Bouvier, Raymond Bruckert, Sylviane Chatelain, Jean-Noël Cuénod, Anne Cuneo, Patrice Duret, Claudine Houriet, Roger-Louis Junod, Jérôme Meizoz, Géraldine Savary, Nicolas Verdan et Raymond Vouillamoz.

### Monographie – étude
- Pierre-François Mettan, Théoda de Corinna Bille, Bienne-Gollion/Paris, ACEL-Infolio éditions, collection Le cippe, 2012
- Olivier Salazar-Ferrer, « Je ne suis disponible que du côté du songe. Benjamin Fondane et Corinna Bille », Titanic. Bulletin International de l'Association Benjamin Fondane, n°1, 2013, p. 37-51.
- Monique Moser, « De Cézanne à Redon : l’exemple des peintres dans l’écriture de Corinna Bille », Études françaises, volume 21, numéro 1, printemps 1985, p. 45–58 (lire en ligne).

## Prix
- Prix Schiller en 1974
- Prix Goncourt de la nouvelle, 1975